# Blanc cassé
Pour les articles homonymes, voir Blanc (homonymie).

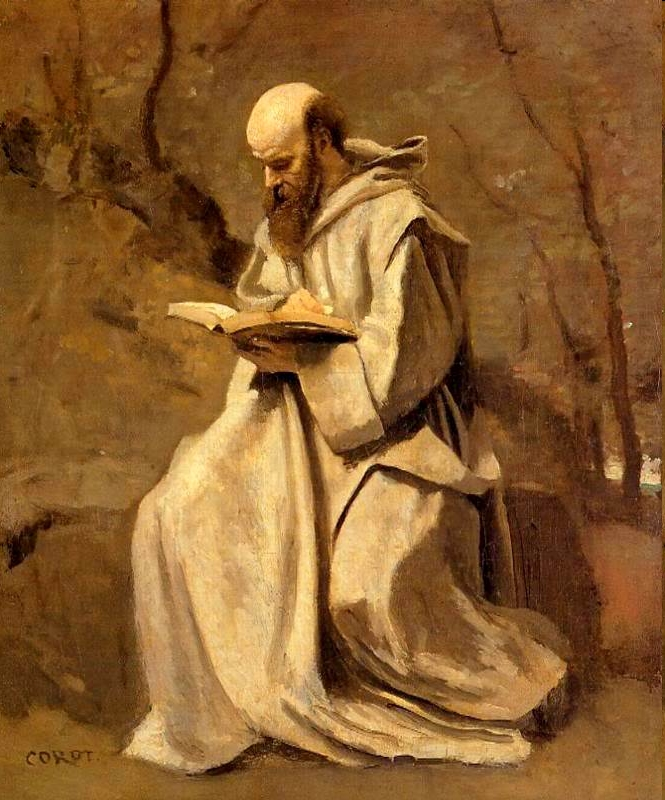
Théophile Gautier décrit ce tableau de Corot comme Chartreux en méditation […] avec […] son froc blanc cassé.

En habillement et en architecture d'intérieur, on appelle blanc cassé un blanc légèrement coloré d'une autre teinte.
Le blanc cassé est limité d'une part par le blanc pur, de l'autre par les couleurs claires : jaune, beige , etc.
L'adjectif cassé s'emploie surtout pour le blanc, mais peut se trouver comme « rompu » pour désigner une teinte dont la coloration a été volontairement réduite en ajoutant une petite quantité d'un second pigment.
Le blanc cassé s'utilise en décoration d'intérieur pour diminuer la clarté de la peinture, souvent avec une tendance chaude ou froide, c'est-à-dire orangée ou bleue, pour rehausser, par contraste de couleur, les éléments décoratifs.
La nuance qui s'ajoute au blanc, l'éclairage et les couleurs avoisinantes font beaucoup varier les limites colorimétriques du blanc cassé ; aussi la réalisation d'un blanc cassé est-elle une affaire de goût et d'expérience, plutôt que de mesure et de définition.
Dans le domaine de la peinture, on préfère souvent d'autres termes pour désigner les mêmes couleurs. Par exemple, le teint de peau des Européens abrités du soleil peut bien se rendre par un blanc cassé de rose-orangé, on parlera plutôt de chair.